# Retrato de mi padre
Retrato de mi padre es una pintura sobre tela realizada por Salvador Dalí en 1925. Actualmente se expone en el Museu Nacional d'Art de Catalunya.

## Historia
Dalí hizo su primera exposición en las Galerías Dalmau de Barcelona en el año 1925, antes de realizar su primer viaje a París y de decantarse hacia el surrealismo. Una de las pinturas más destacadas de la muestra, considerada una de las mejores de su etapa de juventud, es este retrato de su padre. Dalí concentró en la expresión severa del rostro, y especialmente en la mirada incisiva y penetrante, la fuerte personalidad del padre, notario de Figueras, con quien mantenía una relación difícil. El dominio técnico que en aquel momento había alcanzado el joven pintor se aprecia en los perfiles dibujados con nitidez, en el tratamiento de la luz y las sombras, o en la potencia expresiva de las tonalidades sobrias.

## Exposiciones
- 1925, Barcelona, Galeries Dalmau[2]
- 1962, Madrid, Casón del Buen Retiro[3]
- 1964, Tokio, Tokyo Prince Hotel Gallery[4]
- 1979, París, Centre Georges Pompidou, Musée National d'Art Moderne[5]
- 1983, Madrid, Museo Español de Arte Contemporáneo[6]
- 1985, Londres, Hayward Gallery[7]
- 1986, Lausana, Fondation de l'Hermitage[8]
- 1987, Kobe, The Hyogo Prefectural Museum of Modern Art[9]
- 1987, Barcelona, Palacio de la Virreina[10]
- 1989, Stuttgart, Staatsgalerie[11]
- 1989, Humlebaek, Louisiana Museum of Modern Art[12]
- 1994, Londres, Hayward Gallery[13]
- 1998, Liverpool, Tate Gallery Liverpool[14]
- 2004, Venecia, Palazzo Grassi[15]
- 2007, London, Tate Modern[16]
- 2007, Madrid, Museo Thyssen Bornemisza - Fundación Caja Madrid[17]